# Eduardo Mauri
Eduardo Mauri Montero (Barcelona, España, 2 de julio de 1961) es un exfutbolista y médico español, especialista en medicina deportiva. En la actualidad dirige la Unidad de Medicina del Deporte en el Hospital Quirón Barcelona. Hijo del también futbolista Pepe Mauri, jugó como delantero en Primera División con el RCD Espanyol de Barcelona.

## Trayectoria deportiva
Eduardo Mauri nació en Barcelona en 1961, cuando la carrera de su padre, Pepe, tocaba a su fin. Es el mayor de una saga de tres hermanos que siguieron los pasos de su progenitor en los campos de juego, aunque ha sido el único que ha llegado a jugar en Primera División.
Durante su etapa formativa pasó por La Farga, el Colegio Sant Ignasi y el Colegio A.E.S. de Sarriá. En 1979 ingresó en el RCD Espanyol, aunque no encontró sitio en el primer equipo y jugó un año con el amateur en categoría regional. El verano de 1980 realizó la pretemporada con el primer equipo, aunque finalmente se marchó cedido al Centre d'Esports Sabadell, de Segunda División. La siguiente temporada afrontó una nueva cesión, esta vez al Granada CF de Segunda División B. Sin embargo, ante la falta de minutos de juego, a mitad de curso dejó el equipo andaluz y terminó la campaña nuevamente en Sabadell.
La temporada 1982/83 regresó al RCD Espanyol para quedarse a las órdenes de su padre, que era ayudante del técnico José María Maguregui. Permaneció seis campañas en el club catalán, aunque nunca tuvo continuidad en las alineaciones: jugó 61 partidos de liga, 22 como titular, y marcó ocho goles. Su mayor éxito fue el subcampeonato de la Copa de la UEFA alcanzado la temporada 1987/88, la última que vistió la zamarra blanquiazul.
En junio de 1988 puso fin a su etapa como espanyolista y firmó por tres años con la UE Figueres de Segunda División. Sin embargo, tras dos años con los ampurdaneses, rescindió su contrato. Durante unas semanas entrenó con el CE Sabadell a la espera de ofertas, pero finalmente, con 29 años, dejó el fútbol para ejercer la medicina.

## Trayectoria médica
Estudió medicina en la Universidad de Barcelona. Se licenció en 1988. En 1991 obtuvo la especialización en medicina de la educación física y en 2001 el máster en traumatología del deporte.
En 1997 regresó al RCD Espanyol como jefe de los servicios médicos del club, cargo que compaginó con su trabajo en el departamento de Medicina Deportiva de la Clínica Teknon de Barcelona. En verano de 2008 se trasladó a Catar donde se incorporó al equipo médico de la selección catarí y trabajó en el Aspetar Hospital, un centro de alto rendimiento de Doha especializado en medicina deportiva.
En 2013 regresó a Barcelona y se incorporó como especialista en medicina deportiva al equipo del Dr. Ramón Cugat en el Instituto Traumatológico Quirón dirigiendo la Unidad de Medicina del Deporte.

## Clubes
| Club                 | País   | Año       |
| -------------------- | ------ | --------- |
| RCD Espanyol Amateur | España | 1979-1980 |
| CE Sabadell          | España | 1980-1981 |
| Granada CF           | España | 1981-1982 |
| CE Sabadell          | España | 1982      |
| RCD Espanyol         | España | 1982-1988 |
| UE Figueres          | España | 1988-1990 |